# Jacques Augustin

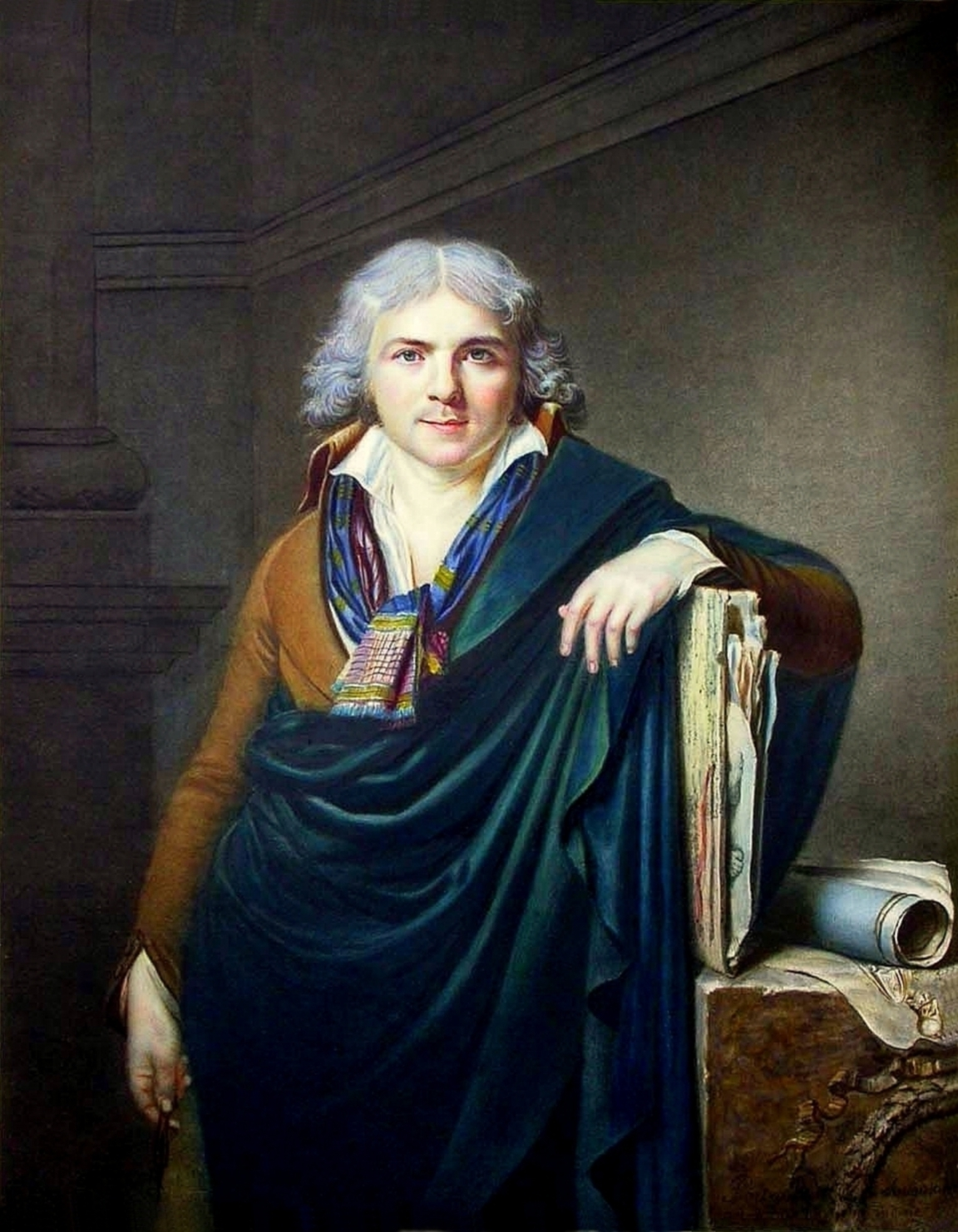
Selbstporträt (1796)

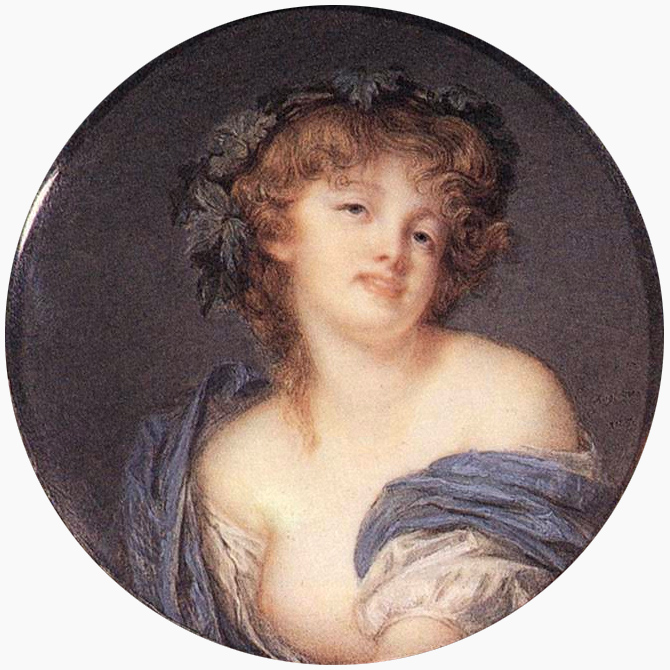
Bacchantin (1799). Miniatur auf Elfenbein (8 cm).

Jean-Baptiste Jacques Augustin (* 15. August 1759 in Saint-Dié, Département Vosges; † 13. April 1832 in Paris) war ein französischer Maler. Er wurde bekannt durch seine Porträts und Miniaturen.

## Leben und Wirken
Augustin stammt aus einer Handwerkerfamilie: sein Vater war Glaser. Seinen ersten künstlerischen Unterricht bekam Augustin vermutlich von Jean-Baptiste Claudot (1733–1805) und später in Nancy möglicherweise bei Jean Girardet (1709–1778). 1781 war er einige Zeit in Dijon bei Georges Nicolas Toussaint Augustin (1750– nach 1800), genannt Augustin Dubourg, seinem älteren Bruder, in dessen Atelier er vermutlich ebenfalls arbeitete. 
Im selben Jahr reiste er weiter nach Paris. Hier ließ er sich endgültig nieder und wurde durch seine überaus präzise und in leuchtenden Farben gemalten Porträts zu einem der bekanntesten Miniaturmaler seiner Zeit. 
Am 8. Juli 1800 heiratete er seine Schülerin Pauline Ducruet (1781–1865), eine Nachfahrin des Schriftstellers Jean de La Fontaines (1621–1695). Anlässlich der Ausstellung im Pariser Salon von 1806 erhielt Augustin eine Goldmedaille.
Nach Napoleons Abdikation 1814 berief ihn König Ludwig XVIII. zu seinem persönlichen Miniaturmaler (Peintre ordinaire du Cabinet du Roi, später Peintre des Affaires Etrangères und seit 1819 Premier peintre en miniature de la Chambre et du Cabinet du Roi). Diesen Titel behielt Augustin auch unter dessen Nachfolger Karl X.
Im Frühjahr 1832 erkrankte Augustin in Paris während einer Cholera-Epidemie und starb an dieser Krankheit am 13. April desselben Jahres. Seine letzte Ruhestätte fand er auf dem Friedhof Père-Lachaise (Division 58).

## Werke (Auswahl)
- Louis Hector Chalot de Saint-Mart
- Louis-Joseph de Bourbon, prince de Condé
- Madame de Kercado
- Laurence Geneviève Vanhee, née Devinck, Frau des Bankiers
- Anne de Dorat, comtesse Coiffier de Moret
- Marquise de Ségonzac
- Louis Joseph Auguste Coutan
- General André Masséna
- General François-Joseph Westermann
- Napoleon I. und seine Familie
- Madame Récamier
- Charles Antoine Callamard, Louvre
- Antoine-Denis Chaudet
- Dominique-Vivant Denon
- Ludwig XVIII.
- Charles Ferdinand d’Artois, duc de Berry
- König Louis-Philippe I.
- Marie Joseph Georges Rousse, Präsident der Kammer der Notare in Paris